# Peggy Guggenheim
Peggy Guggenheim   (Nova York, 26 d'agost de 1898 - Camposampiero, 23 de desembre de 1979) nascuda Marguerite Guggenheim fou una col·leccionista i mecenes nord-americana. Filla de Benjamin Guggenheim, acabalat home de negocis que va morir al Titànic, i de Florette Seligman, es va casar amb Max Ernst. Va ser amant de nombrosos artistes, com el pintor Jackson Pollock o l'escriptor Samuel Beckett. També fou amiga d'artistes com Marcel Duchamp, Cocteau, Alexander Calder o Kandinski, entre d'altres. Va escriure la seva biografia Confessions of an Art Addict.

## Biografia
Peggy Guggenheim va néixer amb el nom de Marguerite Guggenheim el 26 d'agost de 1898 a Nova York, en una coneguda família jueva, encara que ella formava part de la branca més modesta, ja que comptava amb uns recursos econòmics més limitats. Era filla de Benjamin Guggenheim, un home de negocis que va morir al Titànic, i de Florette Seligman. El seu tiet era el creador de la Fundació Solomon R. Guggenheim.
Inicialment va treballar en una llibreria sobre temes d'art però després d'heretar una petita fortuna, l'any 1920 va marxar dels Estats Units per instal·lar-se a París, on va conèixer a molts artistes, entre els que podem destacar Brancusi i Laurence Vail, amb qui va contraure matrimoni i tindria dos fills, però finalment va acabar en un divorci. Després d'aquest primer matrimoni, es va casar amb John Holms, qui va morir cinc anys després sota l'efecte de l'anestèsia en una operació. Amb la mort del seu segon marit, Peggy va entrar en una profunda crisi.
L'any 1938, després de la mort del seu segon marit, va obrir una galeria d'art modern a Londres, la primera al Regne Unit en exposar l'obra de Kandinski. Per aquesta galeria van passar molt artistes europeus com Cocteau o Henry Moore. Malgrat la seva il·lusió, no va ser rendible i va decidir tancar-la. Com a alternativa, va pensar a obrir un museu, en un primer lloc la seu seria Londres, però després es decantaria per la capital francesa, París. Aquest pla també es va cancel·lar degut a la invasió de Paris per part dels nazis. Anys més tard, el 1941, va marxar de nou cap als Estats Units fugint del nazisme, ja que ella era jueva, emportant-se la seva col·lecció d'art. Un any més tard de l'arribada a Nova York, va obrir la famosa galeria Art of this Century, que es convertiria en el primer lloc on exposarien els nous artistes americans. Durant aquesta època va casar-se amb el pintor surrealista Max Ernst, tot i que el 1946 van divorciar-se i Peggy va traslladar-se, un any més tard a Venècia, on va mostrar les seves obres en un pavelló de la Bienal. A principis dels anys 60 va deixar de col·leccionar art. Va morir el 23 de desembre de 1979 a Pàdua, deixant tota la seva col·lecció integra a Venècia, amb la condició que les seves obres estiguessin sempre unides i exposades a la ciutat dels canals.

## Guggenheim Jeune i l'esclat de la II Guerra Mundial
Durant la seva estada a Londres va decidir obrir una galeria d'art modern. En aquells moments ni ella es podia arribar a imaginar tot el que invertiria en obres d'art per aquell nou local. Quan va obrir aquesta galeria, l'any 1938, no sabia pràcticament res sobre aquest nou art al que estava dedicada la seva galeria, sinó que els seus coneixements se centraven bàsicament en la pintura feta abans de l'impressionisme. Amb aquest desconeixement de l'art del segle xx, va decidir demanar ajuda a un artista dada gran amic seu, Marcel Duchamp, qui es convertiria en el seu gran conseller en aquest nou projecte. Tot i aquesta ajuda, també va rebre els consells d'un crític d'art, Herbert Read, qui a part de presentar-li a la gran majoria dels artistes europeus, va ser l'encarregat d'iniciar a Peggy en el nou món de l'art, tal com diu ella: "Tuvo que educarme por completo. Yo no era capaz de distinguir entre dos obras de arte moderno diferentes, pero me enseñó la diferència entre el Surrealismo, el Cubismo y el arte abstracto... Tengo que agradecerle a él que me iniciara en el mundo del arte moderno"
Peggy volia dedicar la primera exposició de Guggenheim Jeune a un gran amic seu, Brancusi, però, com que en aquells moments no es trobava a París, l'exposició, suggerida per Duchamp, va ser sobre Jean Cocteau. Segons ella explica en la seva biografia, els preparatius per aquesta exposició van resultar ser massa complicats: Cocteau no va poder assistir a l'exposició, encara que va redactar la introducció del catàleg i va enviar els dibuixos; tot i que una de les seves obres, un llençol de lli on hi apareixia un nu, va ser retingut a la duana britànica. Finalment Peggy se'l va poder emportar amb la condició de no exposar-lo, i finalment el va acabar comprant ella mateixa.
Aquesta primera compra suposaria l'inici d'una col·lecció d'art modern feta a partir de la compra d'una obra en cada exposició. Després d'aquesta primera exposició, van venir d'altres com Kandinski, que mai abans havia exposat a Londres; John Tunnard, o Yves Tanguy, entre d'altres, que també van ser un autèntic èxit.
L'any 1939, quan la galeria portava oberta gairebé un any i mig, va començar a tenir moltes pèrdues, i Peggy va pensar que la millor manera per solucionar-ho era obrir un museu. Per dur a terme aquest nou projecte va contactar amb un gran amic seu, Herbert Read, qui al cap d'un temps de buscar li va proposar un lloc prefecte, la casa de Kenneth Clark a Portland Place, però desgraciadament, aquest nou projecte no es va poder dur a terme, ja que va esclatar la II Guerra Mundial.
Com a conseqüència d'aquest fracàs, es va proposar crear una colònia d'artistes durant el temps que hi hagués guerra. La seva idea era que els artistes que visquessin allà, rebrien una mòdica paga a canvi de donar alguns dels seus quadres a Peggy, per tal de poder obrir el nou museu. Temps després de l'esclat de la guerra, va començar a recórrer el sud de França buscant un lloc ideal pel nou projecte, que tampoc es va poder dur a terme: "Tan pronto regresé a París y vi algunas de las personas a las que teníamos pensado invitar, me di cuenta de que sería un infierno de vida (...) Era increíble la cantidad de celos y disputas triviales que había entre ellos. En consecuencia, tuve que renunciar al proyecto"

## Nova York iArt of this Century
L'any 1929 va ser el principi d'una gran crisi a nivell mundial i Estats Units va ser el primer país que va tocar fons. L'era del jazz va arribar a la fi juntament amb l'inici del creixiement de l'atur, inclòs quan l'any 1933 Roosevelt va ser substituït per Herbert Hoover, Estats Units va trigar molt a recuperar-se. Amb el nou govern es van crear un gran nombre de llocs de treball, creant un programa d'obres públiques, Civil Works Administration, i cap a finals de 1933 aquest programa va finançar la Public Works of Art Project, curiosament els artistes que formaven part d'aquest grup van viure una bona època. Aquest projecte només va durar sis mesos, i quan es va desfer, es va crear el Federal Art Project, que era part de la Works Progress Administration. Dintre del FAP trobem a artistes com Thomas Hart Benton, John Steuart Curry i Grant Wood que vivien a la ciutat de Nova York, que ràpidament es va convertir en un nucli del nou art americà, però amb l'esclat de la guerra, la WPA va arribar al seu fi.
Degut aquest nou centre artístic, tots els artistes exiliats europeus es trobaven a Nova York, juntament amb Peggy Guggenheim que els acollia a casa seva per fer trobades d'artistes. Tots aquests artistes, surrealistes europeus van tenir grans exposicions com les de l'any 1936 Cubisme i Art Abstracte i Art Fantàstic: Dada i Surrealisme, sota l'organització d'Alfred H. Barr, llavors director del MoMA. Aquestes dues exposicions van permetre que els joves artistes nord-americans veiessin de primera mà les pintures surrealistes.
Peggy admirava a Alfred H. Barr i molt aviat es va convertir en el nexe d'unió entre l'avantguarda europea i la nova avantguarda nord-americana, fet que també va ajudar al desplaçament del nou centre artístic cap a Nova York. El 14 de juliol de 1941 va arribar als Estats Units juntament amb Max Ernst, qui la va portar a molts museus de Nova York, entre els que podem destacar: el Museum of Modern Arts, el Museu Guggenheim, la casa Bauer i la col·lecció Gallatin.
Durant un temps, mentre buscava un lloc per viure i per muntar el seu museu, es va plantejar la idea d'anar-se'n a Connecticut, ja que molts artistes s'havien traslladat a aquella zona, però després de treure-li de les mans dues cases va tornar cap a Manhattan, on va trobar una casa al final de carrer 51 Est, Hale House, tal com es deia la casa, era un lloc perfecte per fer festes i trobades d'artistes.

### Art of this Century

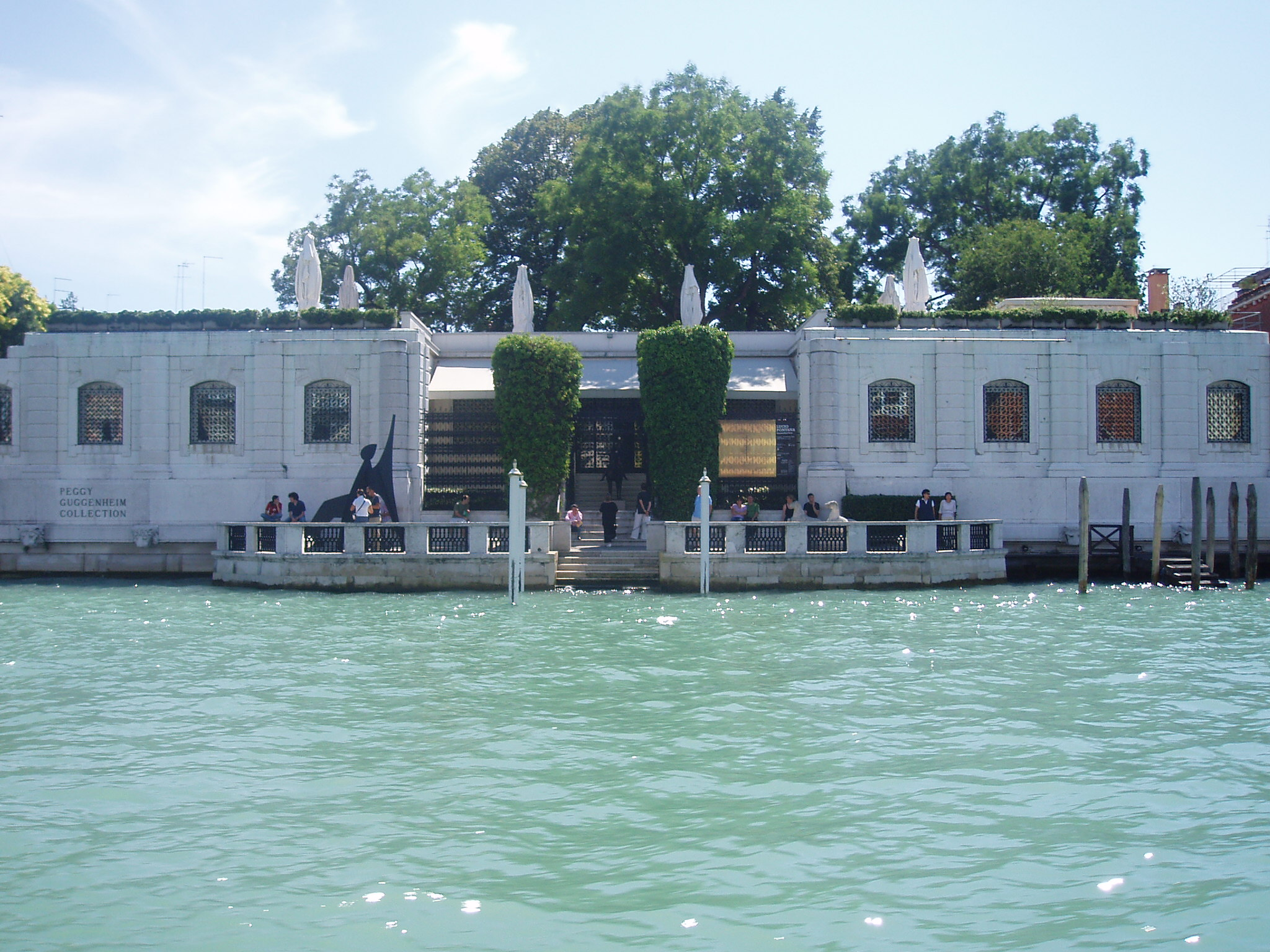
Museu Peggy Guggenheim de Venècia

Finalment, va trobar una última planta al carrer 57 Oest, on va decidir muntar el seu museu. Aquest carrer era un lloc molt cèntric pels col·leccionistes d'art modern i començava a ser el centre d'aquests marxants i Peggy volia trobar un dissenyador que fos capaç de reflectir en les parets l'art que allà s'exposaria, volia alguna cosa per complementar a les seves obres i, com en el cas de Guggenheim Jeune, Marcel Duchamp li va aconsellar al dissenyador Frederick Kiesler, qui li va proposar un pressupost assequible per la nova galeria. Peggy volia obrir la galeria al més aviat possible, però Kiesler en una carta el 7 de març de 1942 li va advertir: "el desenvolupament de noves idees... Requereix cert temps – en especial si s'ha de fer amb sentit pràctic – i no hauria de ser la teva intenció ni la meva fer malbé aquesta excel·lent oportunitat de crear un nou centre d'art a Nova York per precipitar-se". Finalment la galeria es va obrir el 20 d'octubre de 1942, però mentre duraven les obres, Peggy va seguir comprant quadres i escultures amb la intenció de completar la llista que li havia donat Herbert Read, així com acabar el catàleg que havia començat a Grenoble i que va titular Art of this Century.
La galeria estava dividida en diferents sales. Una sala d'obres surrealistes, amb el terra negre i les parets còncaves i de cautxú, en les que hi havia uns suports de fusta que sostenien els quadres i que feien que l'espectador pogués girar l'obra per veure-la des de diversos punts de vista. Una segona sala destinada a l'art cubista i a l'art expressionista, on Peggy tenia el seu despatx. La part cubista estava caracteritzada per una cortina de lona de color blau que anava des del terra al sostre, i que feien diverses corbes a la sala. El terra estava pintat de color turquesa, fent conjunt amb les parets. L'altra sala, anomenada La Galeria de la llum, un espai que donava al carrer i que estava concebut per les exposicions temporals. En el passadís, La Galeria Cinetica, Peggy va col·locar una roda on s'exposaven obres de Klee que es posava en moviment automàticament quan la gent pesava pel davant, a part d'aquest muntatge, també hi havia un per veure l'obra de Duchamp, una obra que s'havia de veure per un forat a la paret i donar voltes manualment a una roda petita en forma d'aranya.
Totes aquestes obres van suposar que Peggy trenqués el seu matrimoni amb Ernst, encara que van seguir en contacte perquè el primer secretari de la galeria va ser el fill d'aquest, Jimmy Ernst. La primera exposició va estar dedicada a la seva col·lecció, on hi havia una gran quantitat d'obres de Max Ernst, qui va formar un gran escàndol en veure que estaven sense emmarcar. Gràcies a aquesta exposició van tenir molta publicitat, van sortir fotografies en gairebé totes les revistes. La segona mostra va estar dedicada a les obres de Laurence Vail, Joseph Cornell i la valise de Marcel Duchamp, una maleta petita on hi havia una reproducció de totes les seves obres. La següent exposició va ser una mostra dedicada a les dones, entre les quals hi havia Dorothea Tanning, que imitava la pintura de Max Ernst, o la pintora Gypsy Rose Lee. Aquesta exposició va ser la primera en els Estats Units en dedicar-se completament a dones artistes i va suposar l'inici del reconeixement de les dones artistes al mateix nivell que els homes. Durant aquesta primera temporada també van tenir lloc exposicions retrospectives d'artistes com Jean Hélion, o mostres monogràfiques com les de De Chirico, Arp, Alberto Giacometti… i una gran quantitat d'exposicions col·lectives, d'altres artistes desconeguts i de salons de primavera.
La següent exposició que va tenir èxit va ser precisament un Saló de Primavera, on hi havia obres dels joves artistes nord-americans, entre els quals es trobaven Baziotes, Motherwell i Jackson Pollock. Aquest últim va ser qui va causar un gran rèbol entre els espectadors. Mondrian va ser l'encarregat de defensar l'obra de Pollock i va induir a Peggy a fer el mateix.
A banda d'aquestes exposicions, també va ser la primera galeria a Nova York en exposar les obres dels joves artistes nord-americans, en concret en una exposició anomenada Collages, on es van veure les primeres obres de Jackson Pollock, Robert Motherwell i William Baziotes. Art of this Century es va convertir molt ràpidament en un centre artístics de les avantguardes i, els artistes joves nord-americans no van trigar molt a formar una escola de pintura completament nova, inspirats pels artistes surrealistes, que el crític d'art Robert Coates va denominar com Expressionisme Abstracte.
El 5 d'octubre de 1943 va iniciar-se la segona temporada de la galeria amb una retrospectiva de De Chirico i l'esperada exposició individual de Pollock seguidament. D'aquesta exposició, els crítics Coates, Greenberg i l'artista Motherwell van escriure unes ressenyes molt positives, col·locant a Pollock al mateix nivell que els europeus, o inclòs per sobre d'ells. En aquesta primera mostra es podien veure en les seves primeres obres una gran influència dels indis americans. D'aquesta primera mostra, Alfred H.Barr se'n va endur l'obra She Wolf pel MoMA i la doctora Morley va proposar portar l'exposició al museu de San Francisco on va adquirir Guardians of the secret.
La tercera temporada es va iniciar a la tardor de 1944 amb tres exposicions individuals dedicades a Baziotes, Motherwell i Hare. A principis de l'any següent, es va programar una exposició individual de Mark Rothko, seguida d'una mostra de Collages en ampolles de Laurence Vail, una exposició de Giacometti, una altra de Pollock, Wolfgang, Aleen Paalen i a l'estiu, per acabar el cercle, una altra exposició dedicada completament a les dones. Durant aquesta tercera temporada va néixer Art of this Century Films Inc., per poder pagar el cinema experimental de Hans Richter. Aquesta tercera temporada va significar un punt culminant en la galeria, va promocionar a tots els joves artistes nord-americans, encara que un gran amic seu, Putzel va marxar de la galeria i, va muntar la seva pròpia.
La nova galeria de Putzel ràpidament es va inaugurar amb una gran exposició dels joves artistes entre els que estava Baziotes, Cornell, Ernts, Gottlieb, Motherwell, Pollock, Rothko... Però l'exposició més important va arribar l'any 1945 de la mà de Charles Seliger i Jackson Pollock, amb unes excel·lents crítiques. Com a resultat d'aquestes, Robert Coates i Sidney Janis, un marxant, van formular el nom d'expressionisme abstracte. Aquesta galeria no va durar molt té temps oberta, el 7 d'agost de 1945 Putzel va ser trobat mort en ella.
Les dues últimes temporades d'Art of this Century, 1945 a 1947, van afirmar la tendència a exposar únicament artistes nord-americans. Va haver-hi exposicions a la seva filla Pegeen, a Janet Sobel, Virginia Admiral, Robert de Niro, Richard Pousette Dart, David Hare i Charles Seliger, el més jove de tots els seus protegits. Durant aquesta última etapa, Pollock va tenir les seves últimes exposicions, on va presentar les sèries de Sonidos en la hierba i Accabonac Creek. L'última exposició d'aquest pintor va tenir molt més èxit que les anteriors, encara que Peggy no va quedar satisfeta d'aquesta última etapa. L'última exposició de la galeria va ser una retrospectiva de Theo van Doesbrug, la seva primera a exposició. La galeria va tancar les portes el dia 31 de maig de 1947, i va marxar cap a París i després cap a Venècia, lloc escollit per Peggy Guggenheim per deixar exposada permanentment la seva col·lecció.

#### La fi d'Art of this Century
La seva decisió de tancar la galeria el 1947 va semblar molt estranya. En aquest any era quan l'expressionisme abstracte començava a agafar força, i els seus representants començaven a trobar el seu propi llenguatge dintre del moviment. Però Peggy va tancar la galeria igualment, venent tots els mobles, alguns d'ells al MoMA. Tots els artistes sabien que quan s'acabés la guerra, Peggy marxaria cap a Europa una altra vegada i això va suposar que molts artistes com Baziotes o Motherwell, deixessin a Peggy i marxessin amb altres marxants com Samuel Kootz, ja que per la majoria dels artistes tenia més sentit estar amb un marxant que no marxés de la ciutat. Només Samuel Kootz, Marian Willard i Betty Parsons es van comprometre amb ella. Aquesta última va ser la representant de Rothko, Still i Hoffmann. Charles Seligner va marxar amb Willard i David Hare amb Kootz.
Anys després, a finals dels setanta i principis dels vuitanta, alguns dels artistes van fer-li un homenatge en una sèrie d'entrevistes amb Angelica Zander Rudenstien, creadora del catàleg oficial de la seva col·lecció.

## Col·lecció
Els quadres de la col·lecció Peggy Guggenheim estan a: 
- Museu Guggenheim, Nova York
- Museu Guggenheim, Bilbao
- Museu Guggenheim, Las Vegas
- Museu Guggenheim, Venècia

## Obra
- Guggenheim, Peggy. Confessions Of an Art Addict (en anglès).  Ecco, 1997. ISBN 0880015764.
- Memorias de una "Femme Fatale" del arte, Bastei-Lübbe, Bergisch Gladbach 1988, ISBN 3-404-10442-0